# Blacus fulvicollis
Blacus fulvicollis är en stekelart som beskrevs av Haeselbarth 1974. Blacus fulvicollis ingår i släktet Blacus och familjen bracksteklar. Inga underarter finns listade.